# Crayon Shin-chan: Densetsu o yobu - Odore! Amigo!
Crayon Shin-chan: Densetsu wo Yobu: Odore! Amīgo' (クレヨンしんちゃん 伝説を呼ぶ 踊れ!アミーゴ! Kureyon Shinchan: Densetsu wo Yobu: Odore! Amīgo!) là một bộ phim anime 2006. Đây là phim thứ 14 dựa trên manga và anime hài Crayon Shin-chan. Phim được công chiếu ở các rạp Nhật Bản vào ngày 15 tháng 4 năm 2006.